# 穆爾薩
41°24′30″N 7°27′14″W / 41.40833°N 7.45389°W

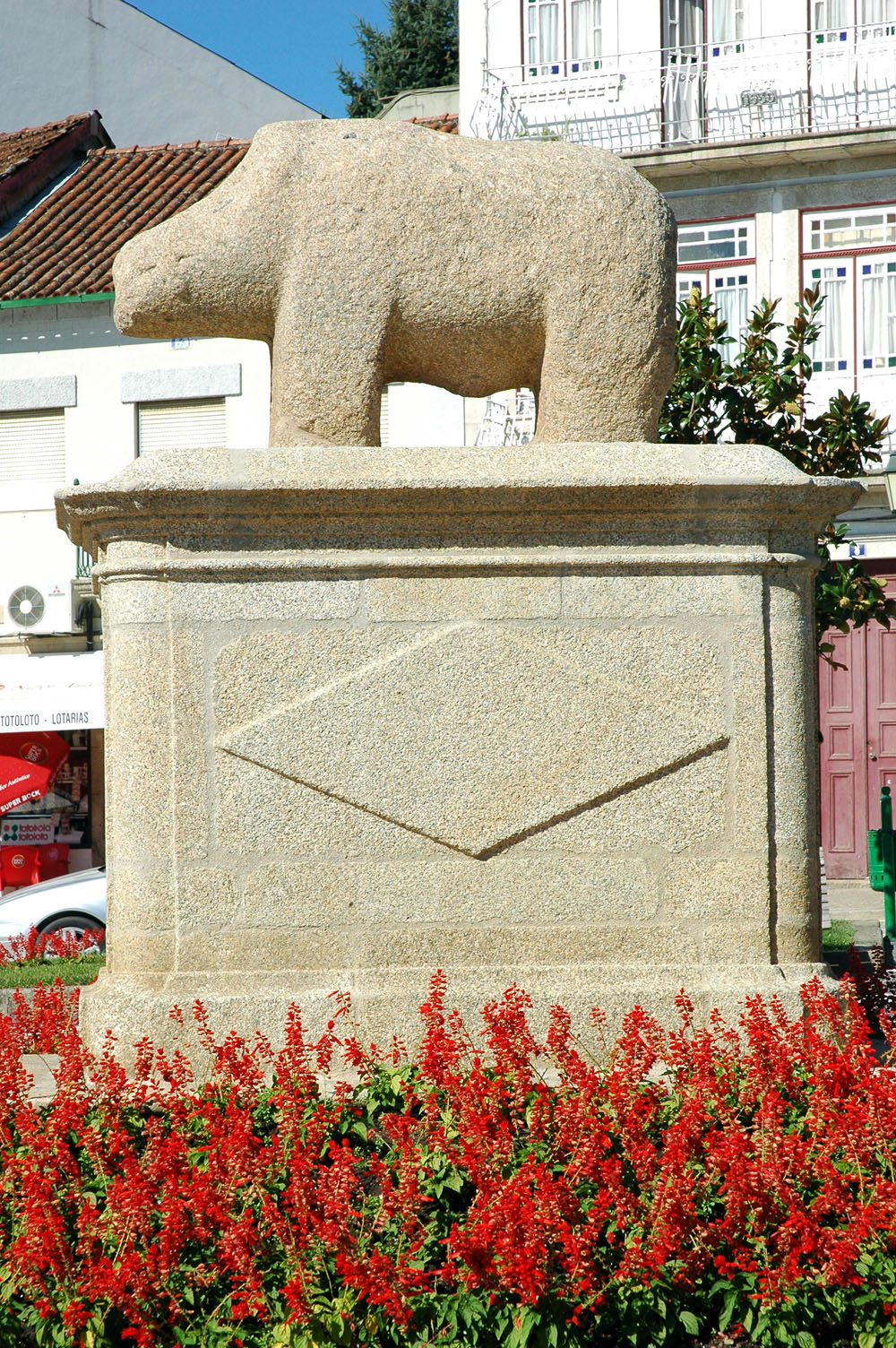

穆爾薩（葡萄牙語：Murça），是葡萄牙的城鎮，位於該國北部，由雷亞爾城區負責管轄，始建於1224年，面積189.37平方公里，2011年人口5,952，該城鎮人口密度每平方公里31.43人。